# Melanodolius congoensis
Melanodolius congoensis là một loài tò vò trong họ Ichneumonidae.